# غال (زعيم قبيلة)
غال قالب:Lang-mis هو زعيم قبيلة أمريكي، ولد في 1840 في داكوتا الجنوبية في الولايات المتحدة، وتوفي بنفس المكان في 5 ديسمبر 1894.

## وصلات خارجية
- غال على موقع الموسوعة البريطانية (الإنجليزية)